# 淑慎皇贵妃
淑慎皇贵妃（1859年12月24日—1904年4月13日），富察氏，滿洲镶黄旗人。员外郎凤秀之女，即乾隆帝孝賢純皇后的伯父馬齊的七世孫女。清朝同治帝之皇貴妃。

## 生平
咸丰九年（1859年12月24日）十二月初一日出生。同治十一年（1872年），其虚岁刚十四，在选入宫时还不足十三岁。
两宫皇太后在皇后人選上意見分歧。西太后慈禧喜愛的富察氏，姿色俏丽，风流多情，善体人意。東太后慈安喜愛的阿鲁特氏是翰林院侍讲崇绮之女，比同治帝大两岁，同時也是慈安的表甥女。
慈禧太后認為富察氏像自己年輕的時候，而十分喜愛，此外，慈禧太后的母親也是姓富察，所以主张选富察氏，慈安太后却主張富察氏美貌豔麗，轻佻好动，不足以母仪天下；而阿鲁特氏端庄文静，知书达理，可以正位中宫，實際上的原因是阿魯特氏是慈安太后表姐之女。两太后各持己见，争执不下，最后决定听从皇帝的意见。
同治帝虽是慈禧太后的亲生儿子，却对慈禧的日常做法十分厌恶，因此母子之情不深。慈安忠厚慈祥，对同治皇帝视为己出，关怀备至，因此深受同治帝爱戴和尊重。所以在选后时，同治帝按慈安的意愿，选了阿鲁特氏。慈禧十分火大，認為同治帝不遵從自己的意願，於是她一方面横加干预同治帝后的生活，另一方面处处优待富察氏，本来四人是同时进宫的，慈禧却把富察氏封为慧妃，享受贵妃待遇，另外那三个人，两个封为嫔，一个封为贵人。
依照清宮慣例，皇妃、宮嬪的冊封禮應與皇后的冊立禮同日舉行。可是同治帝的大婚礼，只安排慧妃的册封礼与皇后的册立礼同日举行，将瑜嫔、珣嫔的册封礼安排在一个月后举行。
同治十三年（1874年）十一月十五日，將慧妃直接晉封為皇貴妃，連升了兩級，而其他三位都只升一级。同治帝駕崩半个月後，慈禧又封富察氏为敦宜皇贵妃。光绪二十年（1894年）正月，慈禧六十大寿之前，又封她为敦宜荣庆皇贵妃。皇贵妃得到四个字的封号，在有清一代仅此一例。
光绪三十年二月二十八日（1904年4月13日），富察氏過世，终年四十六岁。谥号为淑慎皇贵妃。
她于光绪三十一年九月二十一入葬惠陵妃园寝第一行正中（其他都葬第二行），成为惠陵妃园寝内第一个墓主人，同時她也是同治帝的所有妃子中享年最短的人。遵照慈禧的安排，其宝顶居前排居中位置（前排唯一一座墓），地宫是石券规格，以显示居其他同治帝妃嫔之上的尊贵地位。民国十七年（1928年）3月29日，淑慎皇贵妃墓被盗挖。

## 先世
- 富察檀都
  - 富察哈禮	
    - 富察德依珠
      - 富察旺吉努
        - 富察萬濟哈
          - 富察哈什屯
            - 富察米思瀚
              - 富察馬齊
                - 富察傅德
                  - 富察官登
                    - 富察恭泰
                      - 富察惠吉
                        - 富察鳳秀
                          - 淑慎皇貴妃富察氏

## 影视作品
- 電視劇

| 年份 | 劇名     | 演員   | 剧中姓名  | 劇中稱謂       |
| 2012 | 大太監   | 樂瞳   | 富察·蘭軒 | 蘭軒小主、慧妃 |
| 2016 | 末代御醫 | 沈可欣 | 富察氏    | 慧貴妃         |

- 電影

| 年份 | 劇名     | 演員   | 剧中姓名 | 劇中稱謂 |
| 2012 | 一代妖后 | 阎青妤 | 富察氏   | 慧妃     |

## 延伸阅读
[在维基数据编辑]
 《清史稿/卷214》，出自趙爾巽《清史稿》